# Список послов СССР и России в Камбодже
В статье представлен список послов СССР и России в Камбодже (в 1975—1989 гг. — Кампучии).

## Хронология дипломатических отношений
- 23 апреля — 13 мая 1956 г. — установлены дипломатические отношения на уровне посольств.
- 18 марта 1970 г. — дипломатические отношения свёрнуты правительством СССР.
- Ноябрь 1973 г. — посольство СССР в Пномпене отозвано.
- Апрель 1979 г. — возобновлена деятельность посольств.

## Список послов
| Срок полномочий                   | Посол                             | Годы жизни | Вручение верительных грамот | Комментарии                   |
| --------------------------------- | --------------------------------- | ---------- | --------------------------- | ----------------------------- |
| СССР                              |                                   |            |                             |                               |
| 2 октября 1956 — 6 мая 1959       | Александр Сергеевич Аникин        | 1917—1970  | 5 декабря 1956              |                               |
| 6 мая 1959 — 2 февраля 1962       | Александр Никитич Абрамов         | 1905—1973  | 18 мая 1959                 |                               |
| 1962                              | Анатолий Петрович Ратанов         | 1921—1985  |                             | Поверенный в делах            |
| 2 февраля 1962 — 26 апреля 1965   | Константин Александрович Крутиков | 1920—2015  | 17 февраля 1962             |                               |
| 26 апреля 1965 — 14 ноября 1967   | Анатолий Петрович Ратанов         | 1921—1985  | 21 июня 1965                |                               |
| 14 ноября 1967 — 15 июля 1971     | Сергей Михайлович Кудрявцев       | 1915—1998  | 18 декабря 1967             | Выехал из Камбоджи в мае 1970 |
| 14 мая 1979 — 28 января 1985      | Олег Владимирович Босторин        | 1931—2019  | 30 мая 1979                 |                               |
| 28 января 1985 — 21 апреля 1988   | Юрий Иванович Раздухов            | 1924—2009  |                             |                               |
| 21 апреля 1988 — 8 августа 1990   | Рашит Луфтулович Хамидулин        | 1936—2013  |                             |                               |
| 8 августа 1990 — 25 декабря 1991  | Юрий Николаевич Мякотных          | 1937—1996  |                             |                               |
| Российская Федерация              |                                   |            |                             |                               |
| 25 декабря 1991 — 23 августа 1994 | Юрий Николаевич Мякотных          | 1937—1996  |                             |                               |
| 23 августа 1994 — 12 апреля 1999  | Вадим Викторович Серафимов        | 1949—      |                             |                               |
| 12 апреля 1999 — 29 июля 2004     | Виктор Васильевич Самойленко      | 1947—2018  |                             |                               |
| 29 июля 2004 — 25 мая 2009        | Валерий Яковлевич Терещенко       | 1952—      |                             |                               |
| 25 мая 2009 — 7 ноября 2013       | Александр Иванович Игнатов        | 1955—      | 6 июля 2009                 |                               |
| 7 ноября 2013 — 4 мая 2020        | Дмитрий Юрьевич Цветков           | 1963—      | 4 апреля 2014               |                               |
| 4 мая 2020 — настоящее время      | Анатолий Васильевич Боровик       | 1958—      | 4 сентября 2020             |                               |